# Tito Agosti
Tito Agosti, italijanski general, * 19. marec 1889, † 27. januar 1946.
Med drugo svetovno vojno, točneje v obdobju 1944-45 je bil poveljnik divizije Littorio. Leta 1946 je storil samomor, medtem ko je bil v vojnem ujetništvu. 